# Imaginary
Imaginary är en amerikansk skräckfilm från 2024. Filmen är regisserad av Jeff Wadlow. Filmens manus har skrivits av Greg Erb, Bryce McGuire och Jason Oremland.
Filmen hade biopremiär i USA den 8 mars 2024.

## Handling
Filmen kretsar kring Jessica som återvänder till sitt barndomshem med sin familj. Där träffar hennes styvdotter Alice Jessicas gamla nallebjörn och blir snabbt förtjust.

## Rollista (i urval)
- DeWanda Wise – Jessica
- Pyper Braun – Alice
- Tom Payne – Max
- Betty Buckley – Gloria
- Taegen Burns – Taylor
- Matthew Sato – Liam
- Veronica Falcón – Dr. Alana Soto
- Dane DiLiegro – Chauncey Bear